# ジェイク・マンガム
ジェイク・トーマス・マンガム（Jake Thomas Mangum, 1996年3月8日 - ）は、アメリカ合衆国ミシシッピ州ランキン郡フロウッド出身のプロ野球選手（外野手）。左投両打。MLBのタンパベイ・レイズ所属。

## 経歴

### プロ入り前
高校卒業後は父の母校であるアラバマ大学へ進学予定だったが、後にこれを撤回してミシシッピ州立大学へ進学した。
ミシシッピ州立大学在学時に2017年のMLBドラフト30巡目（全体902位）でニューヨーク・ヤンキースから、2018年のMLBドラフト32巡目（全体950位）でニューヨーク・メッツから指名されたが、いずれも契約せず大学に残留した。
大学時代はサウスイースタン・カンファレンスのシーズン最多安打記録を更新するなどの活躍で、メイヤー・オブ・スタークビルの愛称で親しまれた。また、NCAAに対してコーチや学生の待遇改善を訴え、コーチの給与、学生に支給される奨学金の上限を引き上げることを要求していた。NCAAへの抗議として自身が受け取る予定だった奨学金を一部放棄し、在学した4年間のうち最後の2年は奨学金を受け取らない「ウォークオン」としてプレーした。

### プロ入りとメッツ傘下時代
2019年のMLBドラフト4巡目（全体118位）で再びメッツから指名されプロ入り。契約金は20万ドルで、4巡目指名選手の上限額である48万7,900ドルを大きく下回った。傘下のA−級ブルックリン・サイクロンズでプロデビューし、53試合に出場して打率.247、18打点、17盗塁を記録した。
2020年は新型コロナウイルス感染拡大の影響でマイナーリーグのシーズンが中止となり、公式戦出場はなかった。
2021年はA＋級ブルックリンで開幕を迎え、その後AA級ビンガムトン・ランブルポニーズへ昇格。2チーム合計で84試合に出場して打率.285、9本塁打、47打点、14盗塁を記録した。
2022年はAA級ビンガムトンで開幕を迎え、その後AAA級シラキュース・メッツへ昇格。背骨を痛めて一時離脱したが、8月に復帰後は31試合に出場して打率.333を記録した。

### マーリンズ傘下時代
2022年12月9日にエリエセル・エルナンデスとジェフ・ブリガムのトレードの後日発表選手として、マイアミ・マーリンズへ移籍した。
2023年は傘下のAAA級ジャクソンビル・ジャンボシュリンプで119試合に出場して打率.298、5本塁打、52打点を記録した。

### レイズ時代
2023年12月8日にビダル・ブルハーンとカルビン・フォーシェイのトレードの後日発表選手として、タンパベイ・レイズへ移籍した。
2024年は傘下のAAA級ダーラム・ブルズで104試合に出場して打率.317、6本塁打、56打点、20盗塁を記録した。オフの11月19日にルール・ファイブ・ドラフトでの流出を防ぐため、40人枠に登録された。
2025年はAAA級ダーラムで開幕を迎えたが、開幕直後の3月30日にジョシュ・ロウの負傷により急遽昇格し、同日のコロラド・ロッキーズ戦でメジャーデビューを果たした。

## 人物
父のジョン・マンガムは元アメリカンフットボール選手で、NFLのシカゴ・ベアーズでディフェンシブバックとして活躍した。叔父のクリス・マンガムも元NFL選手で、カロライナ・パンサーズでタイトエンドとして活躍した。
2024年から、母校ミシシッピ州立大学のポッドキャスト、「More Cowbell」で共同ホストを務めている。

## 詳細情報

### 背番号
- 28（2025年 - ）